# Йонче Христовски
Йонче Христовски (на македонска литературна норма: Јонче Христовски) е певец, хореограф, текстописец и композитор на песни от Република Македония, най-известен с песните си във фолклорен стил.

## Биография
Йонче Христовски е роден през 1931 година в Битоля, тогава в Кралство Югославия. През 1964 година създава песента „Македонско девойче“, която се превежда на английски, немски, датски, италиански, руски, сръбски, френски и испански език. Други негови известни песни са „Животе мой“, „Ай засвирете ми чалгии“, „Запей песна македонко“, „Едно име имаме“, „Ако умрам ил загинам“, „Ой, Вардаре македонски“, „И ние сме деца на Македония“, „Мой роден край“, „Кукя имам на Пелистер“ и много други.
Йонче Христовски е участник в ансамбъл „Танец“ като солист и танцьор, където създава хореографии за няколко хора, между които Калайджийското хоро. Назначен е за отговорник по народната музика в ТВ Скопие и през 1974 година започва предаването „Разпеяни градове“.
Йонче Христовски е женен и баща на две дъщери. Съпругата му загива по време на Скопското земетресение през 1963 година. Христовски умира на 15 април 2000 година в Скопие. През 2002 година там е основан ансамбъл за народни песни и танци на неговото име. На негово име е кръстено и македонско дружество за култура и изкуство в Германия.